# Otto Eberbach (Architekt)
Otto Eberbach (* 17. Juni 1876 in Stuttgart; † 10. Juni 1935 in Saarbrücken) war ein deutscher Architekt und Baubeamter. 

## Leben
Otto Eberbach wuchs als Sohn des Architekten und Bauunternehmers Heinrich Eberbach in Stuttgart auf. 1894 legte er sein Abitur ab und studierte anschließend Architektur an der Technischen Hochschule Stuttgart. Als erster Absolvent im Königreich Württemberg wurde er nach Einführung der Ingenieur-Promotion zum Dr.-Ing. promoviert.
Zunächst arbeitete er im württembergischen Bauministerium in Stuttgart und wechselte 1903 im Rang eines Bauinspektors nach Mannheim im Großherzogtum Baden. Am 15. Oktober 1907 wurde er vom Kreisausschuss zum Kreisbaumeister des Landkreises Ottweiler in den Kreisausschuss gewählt.
Er wurde damit zum Leiter des Bauamts in Ottweiler und errichtete in dieser Zeit zahlreiche Wohn-, Verwaltungs- und Industriebauten im Landkreis. Besonders bekannt sind unter anderem die Rathäuser von Wemmetsweiler und Illingen sowie die evangelische Kirche in Welschbach, die heute auf der Denkmalliste des Landkreises stehen.
Eberbach war ein streitbarer Architekt, der sich häufig mit seinen Dienstherren, den Landräten von Ottweiler, anlegte. Als Landrat Maximilian Rech seinen Dienst antrat, kulminierten diese Spannungen, bis er schließlich am 31. März 1925 suspendiert wurde. Rech hatte gegen ihn ein Disziplinarverfahren eröffnet und führte Fehlkalkulationen an, die beim Bau des Rathauses in Wemmetsweiler entstanden sein sollen. Zwar konnte sich Eberbach in zweiter Instanz rehabilitieren, jedoch war er als Kreisbaumeister in Ottweiler nicht mehr tragbar. Er legte alle Ämter nieder und zog nach Saarbrücken.
Dort engagierte er sich politisch in der Deutschen Demokratischen Partei (DDP), für die er als Spitzenkandidat bei den Landratswahlen antrat. Er war außerdem Mitglied im Reichsbanner Schwarz-Rot-Gold und der Eisernen Front. Dementsprechend war er als Gegner der Nationalsozialisten bekannt. Noch 1934 trat er bei Kundgebungen für den Status quo im Saargebiet auf. Er war außerdem zusammen mit Gustav Regler Mitbegründer der Initiativkomitees aller Hitlergegner und Friedensfreunde. Nach dem Anschluss des Saargebiets an das Dritte Reich blieb er trotz dieser exponierten Stellung als Nazigegner in Saarbrücken. Er starb am 10. Juni 1935 im Alter von 58 Jahren an einer Krankheit.

## Bauten

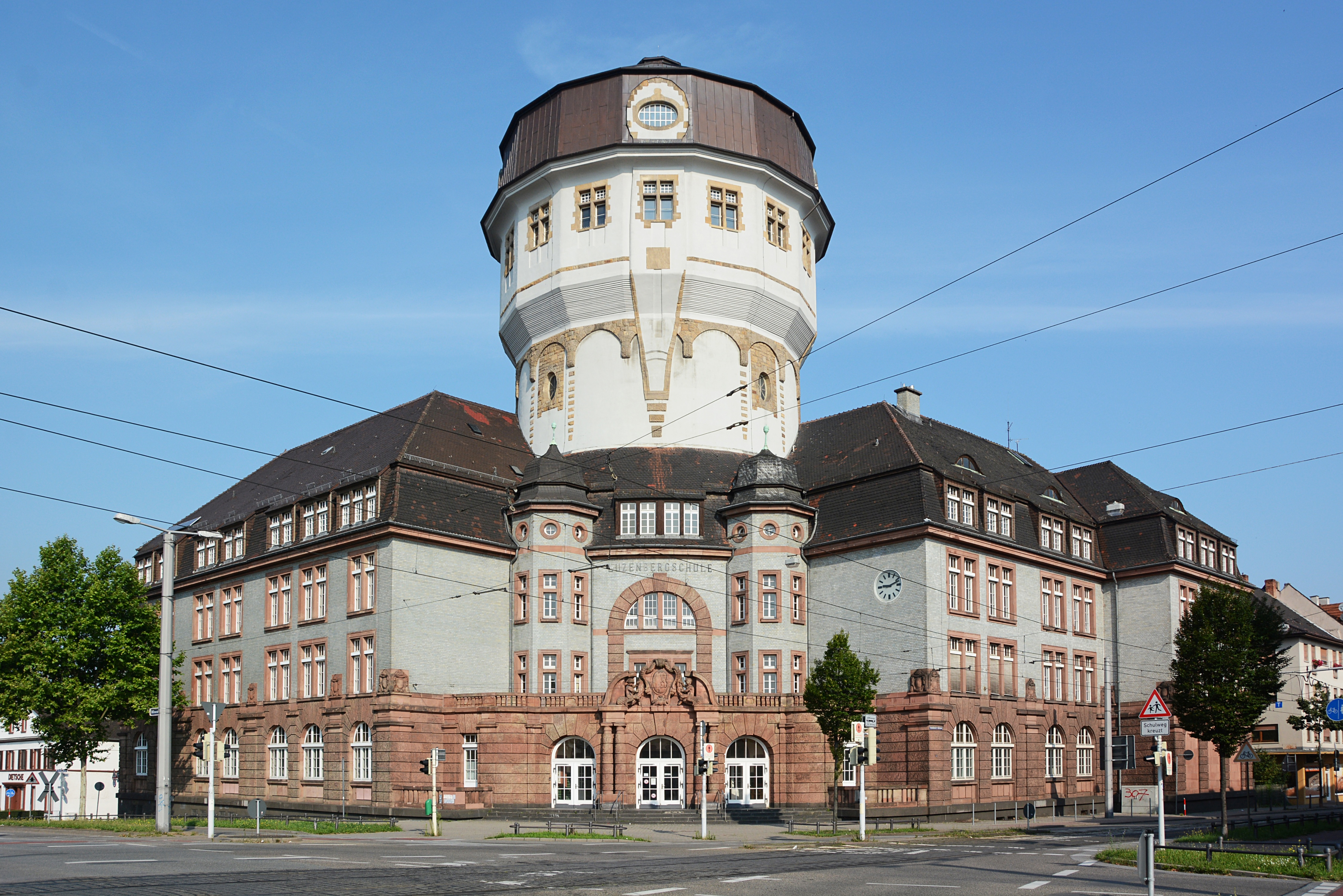
Wasserturm Luzenberg mit angebautem Schulgebäude

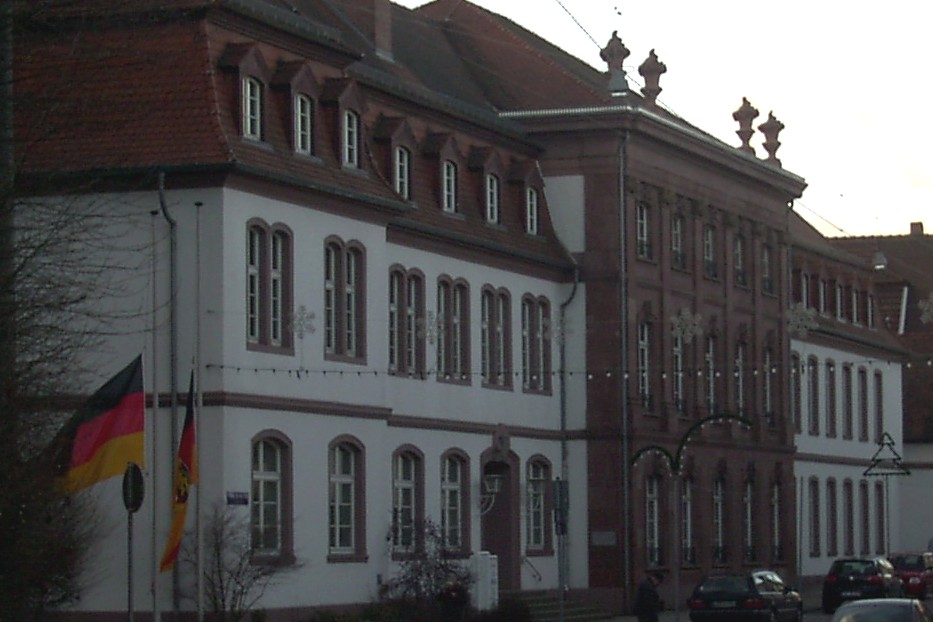
Landratsamt Ottweiler

### Mannheim
- 1906–1909: Wasserturm Luzenberg[5]
Für diesen zweiten Wasserturm der Stadt wurde ursprünglich ein Architekturwettbewerb ausgelobt, doch sowohl der siegreiche Entwurf von Ernst Plattner als auch der zweitplatzierte von Albert Friedrich Speer wurden als zu kostspielig angesehen, so dass man sich letztlich für Eberbachs Entwurf entschied und ihm die Ausführung übertrug.[5]

### Ottweiler
- 1908–1910: Krankenhaus Ottweiler (1927 erweitert, 1969 abgerissen)
- 1908–1911: Neugestaltung des Landratsamts (1929 auf Veranlassung von Rech zurückgebaut; unter Denkmalschutz)

### Neunkirchen
- 1908: Schulhaus Kohlhof (1928 erweitert, heute Seniorenwohnheim)
- 1909: Schulhaus in Hangard
- 1913: Höcherberg-Turm
- 1922: Pfarrhaus in Münchwies

### Spiesen-Elversberg
- Schulhaus in Elversberg (1982 abgerissen)
- Schulhaus in Spiesen (heute Mozartschule)

### Merchweiler
- 1922–1926: Rathaus (unter Denkmalschutz)[6]

### Illingen
- 1910–1912: Schulhaus in Uchtelfangen (heute umgebaut und im Besitz der Caritas Sozialstation)
- 1911–1912: Erweiterung des Illinger Rathauses (unter Denkmalschutz)
- 1913: Schulhaus In Illingen (abgerissen)
- 1931–1932: Evangelische Kirche in Welschbach (unter Denkmalschutz)[7]

### Eppelborn
- 1909–1910: Schulgebäude in Wiesbach
- 1910–1911: Koßmannschule (seit 2008 Sitz von Krämer IT Solutions[8])
- 1921–1922: Schulhaus in Habach

### Tholey
- 1911: Schule in Theley
- Schule in Hasborn (unter Denkmalschutz)
- 1914–1918: Schaumbergturm (Bau 1918 eingestellt, 1924 weitere Arbeiten, Eberbach wurde im gleichen Jahr von Rech die Bauleitung entzogen, der Bau wurde schließlich von Moritz Gombert neu geplant)